# Salice
Salice es una comuna y población de Francia, en la región de Córcega, departamento de Córcega del Sur.
Su población en el censo de 1999 era de 77 habitantes.

## Demografía
| 186 | 201 | 164 | 113 | 77 | 73 |
| Para los censos de 1962 a 1999 la población legal corresponde a la población sin duplicidades (Fuente: INSEE [Consultar]) |     |     |     |    |    |

- Datos: Q273370
- Multimedia: Salice / Q273370

1. ↑  Worldpostalcodes.org, código postal n.º 20121.
2. ↑  INSEE, Datos de población para el año 2012 de Salice (en francés).